# Worldspace
Basé à Washington, Worldspace est un groupe de médias et de divertissement possédant la capacité de diffuser de la radio numérique par satellite dans plus de 130 pays.
Les satellites de Worldspace couvrent deux tiers de la planète grâce à leurs six faisceaux. Worldspace diffuse auprès de ses abonnés ses propres programmes (une trentaine de chaines originales et sans publicité) ainsi que des radios locales et internationales (BBC, RFI, CNN, Virgin UK). Worldspace est pionnier dans le domaine des services audio transmis par satellite et est à l’origine de la technologie aujourd’hui utilisée par XM Satellite Radio sur le marché américain[réf. nécessaire].
En 2008, Worldspace Europe se prépare l’introduction de la radio numérique par satellite sur abonnement, avec une diversité culturelle et linguistique de programmes, en France en Italie et dans différents pays européens par la suite.
En octobre 2008, Worldspace fait faillite. L'entreprise est rachetée en mars 2009 par son PDG et fondateur à travers l'entreprise Yenura pour 28 millions de dollars. 